# Aéroport international d'Erbil
L'aéroport international d'Erbil (code IATA : EBL • code OACI : ORER) est un aéroport situé au nord-ouest d'Erbil, une ville du Kurdistan irakien.

## Présentation
Le gestionnaire est le gouvernement régional du Kurdistan sous un comité dépendant du Premier ministre.
Il est l'un des deux aéroports internationaux du Kurdistan.
L'aéroport dispose d'un système de sécurité considérable, faisant de lui la porte d'entrée la plus sûre du pays.

## Situation
| Nadjaf Bagdad Bassorah Erbil Mossoul Souleimaniye Nassiriyah |

## Histoire
L'aéroport fut construit au début des années 1970 en tant que base militaire, jusqu'en 1991 lorsque le Conseil de sécurité des Nations unies établit une zone de non-vol au-dessus de Kurdistan. Après la guerre de 2003, le Gouvernement régional du Kurdistan prend le contrôle de l'aéroport. En raison du développement rapide de la région et de la recherche d'un accès plus sur en Irak, le gouvernement local a investi 500 millions de dollars pour bâtir un nouvel aéroport.

## Statistiques
Le graphique qui aurait dû être présenté ici ne peut pas être affiché car il utilise l'ancienne extension Graph, désactivée pour des questions de sécurité. Des indications pour créer un nouveau graphique avec la nouvelle extension Chart sont disponibles ici.

Voir la requête brute et les sources sur Wikidata.

## Compagnies et destinations

### Passagers
| Compagnies           | Destinations |
| -------------------- | --- |
| Air Arabia           | Charjah |
| AJet                 | Diyarbakır, Gaziantep-Oğuzeli, Istanbul-S. Gökçen |
| Armenia Aircompany   | Erevan-Zvarnots |
| Austrian Airlines    | Vienne-Schwechat |
| Fly Baghdad          | Ankara Esenboğa, Bagdad, Istanbul |
| Fly Cham             | Damas |
| flydubai             | Dubaï |
| FlyErbil             | Cologne/Bonn-K. Adenauer En saison : Göteborg, Stockholm-Arlanda |
| Flynas               | Djeddah - Roi-Abdelaziz |
| Iraqi Airways        | Amman-Reine-Alia, Ankara Esenboğa, Bagdad, Bakou-H. Aliyev, Berlin-Brandebourg, Le Caire, Copenhague-Kastrup, Dubaï, Düsseldorf, Francfort, Istanbul, Londres-Gatwick, Manchester |
| Lufthansa            | Francfort |
| Mahan Air            | Téhéran-Imam-Khomeini |
| Middle East Airlines | Beyrouth-Rafic Hariri |
| Pegasus Airlines     | Ankara Esenboğa, Gaziantep-Oğuzeli, Istanbul-S. Gökçen |
| Qatar Airways        | Doha-Hamad |
| Royal Jordanian      | Amman-Reine-Alia |
| Saudia               | Djeddah - Roi-Abdelaziz |
| Turkish Airlines     | Diyarbakır, Gaziantep-Oğuzeli, Istanbul En saison : Antalya, Istanbul-S. Gökçen                                                                                                   |

Édité le 23/04/2019

### Cargo
| Compagnies             | Destinations        |
| ---------------------- | ------------------- |
| Coyne Airways          | Dubaï-International |
| Etihad Cargo           | Abu Dhabi           |
| FitsAir                | Dubaï-International |
| Royal Jordanian Cargo  | Amman-Queen Alia    |
| Turkish Airlines Cargo | Istanbul-Atatürk    |